# 황해도 (대한민국)
황해도(黃海道)는 한반도의 중서부에 위치한 명목상 대한민국의 도(道)이다. 현재 북쪽으로는 평안남도, 동쪽으로는 강원도, 남동쪽과 남쪽으로는 개성하고 경계를 접하고 있었으며, 북서쪽과 서쪽, 남서쪽으로는 서해 5도와 접하고 있다. 2008년 현재, 조선민주주의인민공화국의 행정 구역상에서의 황해남도, 황해북도의 인구 수는 총 3,972,987명이다.
1945년 9월 2일 한반도가 38선으로 분단되자, 같은 해 11월 4일 38선 이남의 황해도 옹진군(가천면·교정면 제외), 연백군(목단·금산·화성·운산면 제외), 벽성군 내성·추화·일신·청룡·해남·동강·송림면, 장연군 백령면은 대한민국의 경기도에 편입돼 경기도 옹진군과 연백군으로 개편되었다. 한국 전쟁 당시 대한민국이 황해도 일원을 일시 점령하기도 하였으나, 한국전쟁의 정전협정에 따라 1953년 7월 27일 서해 5도를 제외한 전 지역이 군사분계선 이북 지역이 되어 조선민주주의인민공화국의 관할에 들어갔다.
명목상 대한민국 행정자치부 소속의 이북5도위원회가 이 지역을 담당하고 있다. 현재 대한민국의 인천광역시 옹진군에서 관할하고 있는 백령도·대청도·소청도는 광복 당시 황해도 장연군 백령면에, 연평도는 벽성군 송림면에 속했었다.
대한민국은 1945년 8월 15일 조선건국준비위원회의 건국 준비 과정에서 겸이포읍을 송림시로, 사리원읍을 사리원시로 승격시킨 것을 이북5도위원회의 행정 구역에서 인정하고 있다. 이들 지역은 소비에트 민정청에서는 조선건국준비위원회의 승격 조치가 인정되지 않았기 때문에 조선민주주의인민공화국에서는 1947년 6월에 시로 승격되었다.

## 행정 구역
- 해주시(海州市, 도청 소재지)
- 사리원시(沙里院市)
- 송림시(松林市)
- 벽성군(碧城郡)
- 연백군(延白郡)
- 금천군(金川郡)
- 평산군(平山郡)
- 신계군(新溪郡)
- 장연군(長淵郡)
- 송화군(松禾郡)
- 은율군(殷栗郡)
- 안악군(安岳郡)
- 신천군(信川郡)
- 재령군(載寧郡)
- 황주군(黃州郡)
- 봉산군(鳳山郡)
- 서흥군(瑞興郡)
- 수안군(遂安郡)
- 곡산군(谷山郡)
- 옹진군(甕津郡)

## 도지사
현직 황해도지사는 기덕영이다.

## 같이 보기
- 황해도
- 황해남도
- 황해북도
- 이북5도위원회